# Konopki Młode
Konopki Młode – wieś w Polsce położona w województwie podlaskim, w powiecie łomżyńskim, w gminie Śniadowo.
| SIMC    | Nazwa     | Rodzaj    |
| ------- | --------- | --------- |
| 1011230 | Suskowina | część wsi |

Wierni kościoła rzymskokatolickiego należą do parafii Wniebowzięcia Najświętszej Maryi Panny w Śniadowie.

## Historia
W latach 1921 – 1939 wieś leżała w województwie białostockim, w powiecie łomżyńskim, w gminie Śniadowo.
Według Powszechnego Spisu Ludności z 1921 roku wieś zamieszkiwało 68 osób w 10 budynkach mieszkalnych. Miejscowość należała do parafii rzymskokatolickiej w Śniadowie. Podlegała pod Sąd Grodzki i Okręgowy w Łomży; właściwy urząd pocztowy mieścił się w Śniadowie.
W wyniku napaści ZSRR na Polskę we wrześniu 1939 miejscowość znalazła się pod okupacją sowiecką. Od czerwca 1941 roku pod okupacją niemiecką. Od 22 lipca 1941 do 1945 włączona w skład Landkreis Lomscha, Bezirk Bialystok III Rzeszy.
W latach 1954–1961 wieś należała i była siedzibą władz gromady Konopki Młode, po jej zniesieniu w gromadzie Śniadowo. W latach 1975–1998 miejscowość administracyjnie należała do województwa łomżyńskiego.